# 飛上天空的輪胎
《飛上天空的輪胎》是日本知名作家池井戶潤的代表作品之一，以2000年揭發的日本三菱汽車長年來隱瞞產品品質缺陷，導致多宗車輪脫落造成死傷之事件（三菱召回隱瞞，俗稱：三菱之恥）為故事藍本。
2006年9月由實業之日本社首次出版，並於2012年發行繁體中文版（邱香凝翻譯），2009年3月改編為電視劇，由仲村亨擔任男主角赤松德郎。2018年改編為電影，由長瀨智也擔任男主角赤松德郎。

## 電視劇

### 角色列表
| 角色       | 演員       | 備註                                                |
| 赤松徳郎   | 仲村亨     | 主角，赤松貨運第二代社長。                          |
| 沢田悠太   | 田邊誠一   | 希望汽車銷售部客服策略課長 ，之後調職到商品開發部。 |
| 井崎一亮   | 萩原聖人   | 任職於東京希望銀行                                  |
| 榎本貴和子 | 水野美紀   | 《週刊潮流》記者                                    |
| 佐々木香織 | MIMURA     |                                                     |
| 小牧重道   | 袴田吉彥   | 任職於希望汽車                                      |
| 門田駿一   | 柄本佑     | 赤松貨運維修員                                      |
| 柚木雅史   | 甲本雅裕   | 橫濱車禍受害者丈夫                                  |
| 室井秀夫   | 相島一之   | 任職於希望汽車                                      |
| 杉本恭子   | 尾野真千子 |                                                     |
| 高幡真治   | 遠藤憲一   |                                                     |
| 児玉征治   | 齊藤洋介   | 児玉物流社長                                        |
| 沢田英里子 | 本上真奈美 | 沢田悠太妻子                                        |
| 赤松史絵   | 戶田菜穗   | 赤松徳郎妻子                                        |
| 赤松拓郎   | 小清水一揮 | 赤松徳郎長子                                        |
| 宮代直吉   | 大杉漣     |                                                     |
| 狩野威     | 國村隼     | 希望汽車常務董事                                    |
| 中村桂子   | 大島蓉子   |                                                     |
| 柚木タエコ | 山口萌     |                                                     |
| 柚木貴史   | 佐藤詩音   |                                                     |
| 小諸直文   | 長谷川朝陽 | 赤松貨運律師                                        |
| 相沢寛久   | 岡山一     |                                                     |
| 富田       | 井田國彥   |                                                     |

## 電影

### 演員
赤松貨運
- 赤松德郎：長瀨智也
- 赤松史繪：深田恭子
- 宮代直吉：笹野高史
- 門年駿一：阿部顯嵐

希望汽車
- 澤田悠太：藤岡靛
- 小牧重道：室剛
- 杉本元：中村蒼
- 狩野威：岸部一德

希望銀行
- 井崎一亮：高橋一生

港北中央署
- 高幡真治：寺脅康文

週刊潮流
- 榎本優子：小池榮子

野村陸運
- 野村征治：柄本明

富山物流
- 相澤寬久：佐佐木藏之介

### 製作人員
- 導演：本木克英
- 製作人：矢島孝

## 外部連結
- 飛上天空的輪胎 - 實業之日本社 （页面存档备份，存于）
- 飛上天空的輪胎 - WOWOW
- 飛上天空的輪胎 （页面存档备份，存于） - TSUTAYA
- 飛上天空的輪胎 - 松竹 （页面存档备份，存于）